# Institut des pays d'Asie et d'Afrique

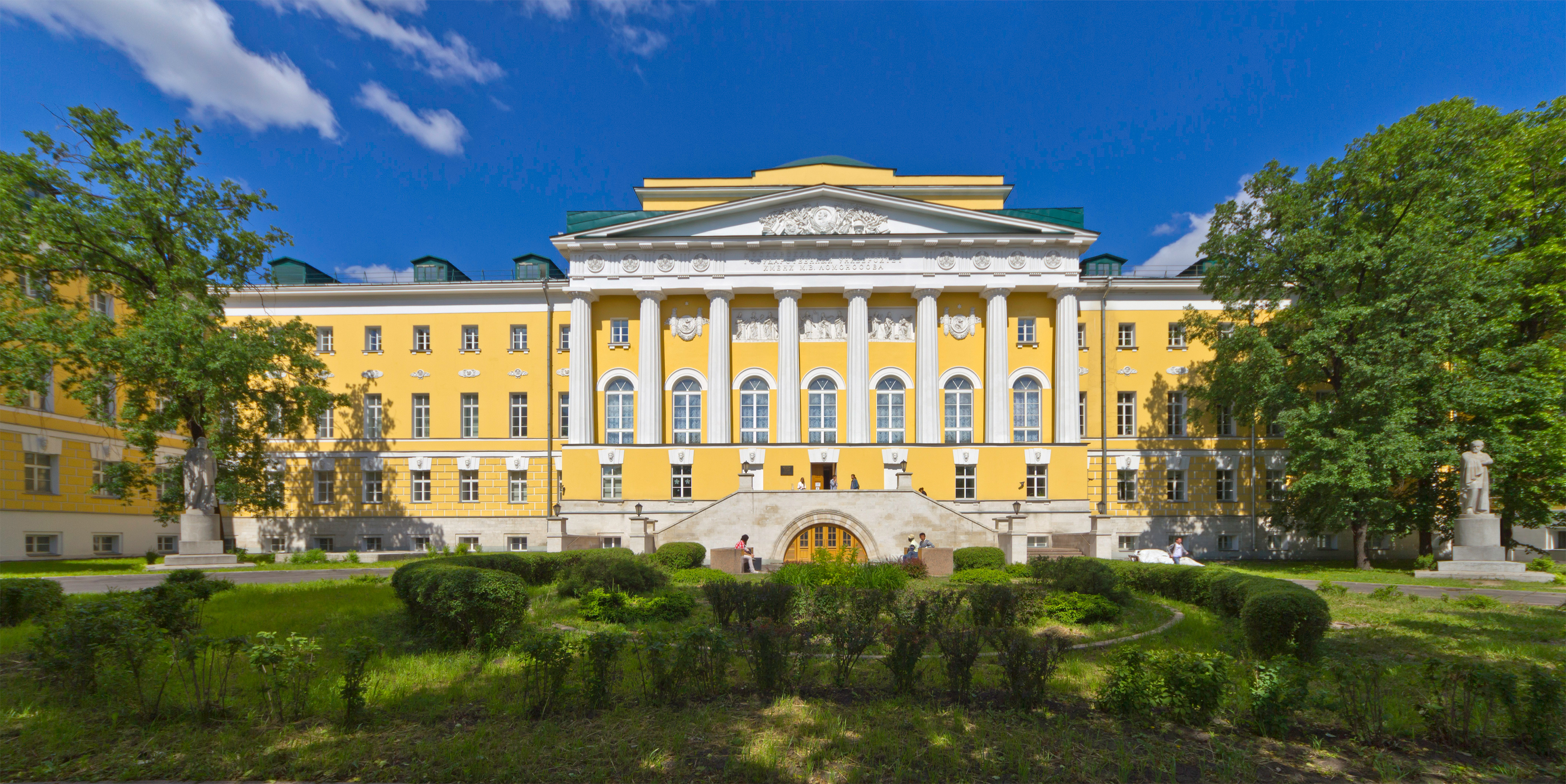
Façade de l'ISAA, rue Mokhovaïa à Moscou

L'Institut des pays d'Asie et d'Afrique (Институт стран Азии и Африки, Institout stran Asii i Afriki) ou ISAA, est une faculté de l'université Lomonossov de Moscou fondée le 24 avril 1956 dont le but est de former des spécialistes en langues et cultures orientales et africaines. Jusqu'en 1972, l'Institut se dénommait Institut des Langues Orientales.
Aujourd'hui cet institut enseigne les langues asiatiques suivantes : arabe, birman, chinois, coréen, dari, khmer, hébreu, hindi, japonais, malais, mongol, ourdou, pachto, philippin, persan, thaï, turc, vietnamien, etc. et quelques langues africaines : swahili, haoussa, amharique et afrikaans.
Les diplômés de l'institut le sont dans différentes sections: économie, philologie, histoire, politologie, sciences orientales et africanistique.

## Chaires

### Département de philologie
- Chaire de philologie arabe
- Chaire de philologie iranienne
- Chaire de philologie japonaise[1]
- Chaire de philologie indienne
- Chaire de philologie chinoise
- Chaire de philologie turque
- Chaire de philologie d'Asie du Sud-Est, de Mongolie et de Corée
- Chaire de langues ouest-européennes

### Département d'histoire
- Chaire d'histoire du Proche et Moyen-Orient
- Chaire d'histoire de Chine
- Chaire d'histoire d'Asie du Sud
- Chaire d'histoire d'Extrême-Orient et d'Asie du Sud-Est
- Chaire d'histoire et de culture du Japon

### Département socio-économique
- Chaire d'économie et de géographie économique
- Chaire de relations économiques internationales

### Département de politologie
- Chaire de politologie de l'Orient

### Chaires d'enseignement complexe
- Chaire d'africanistique
- Chaire de judaïque
- Chaire des pays d'Asie centrale et du Caucase

## Recteurs
- N. A. Smirnov (1956 - 1958)
- A. A. Kovaliov (1958 - 1975)
- R. T. Akhramovitch (1975 - 1989)
- A. V. Melixetov (1989 - 1994)
- M. S. Meyer (1994 - 2012)
- Igor I. Abylgaziev (2013 - 2021)
- Alexeï A. Maslov (ru) (2021 - )

## Étudiants notables
- Boris Akounine
- Pavel Gousterine
- Vladimir Jirinovski
- Arslan Khassavov
- Evgueni Kisseliov
- Andreï Korotaïev
- Alexandre Koudeline
- Alexeï Malachenko
- Mikhaïl Marguelov
- Igor Morgoulov
- Vitaly Naoumkine
- Dmitri Peskov
- Alexeï Simonov

### Dans d'autres pays
- École des études orientales et africaines
- Institut national des langues et civilisations orientales